# Nihil novi

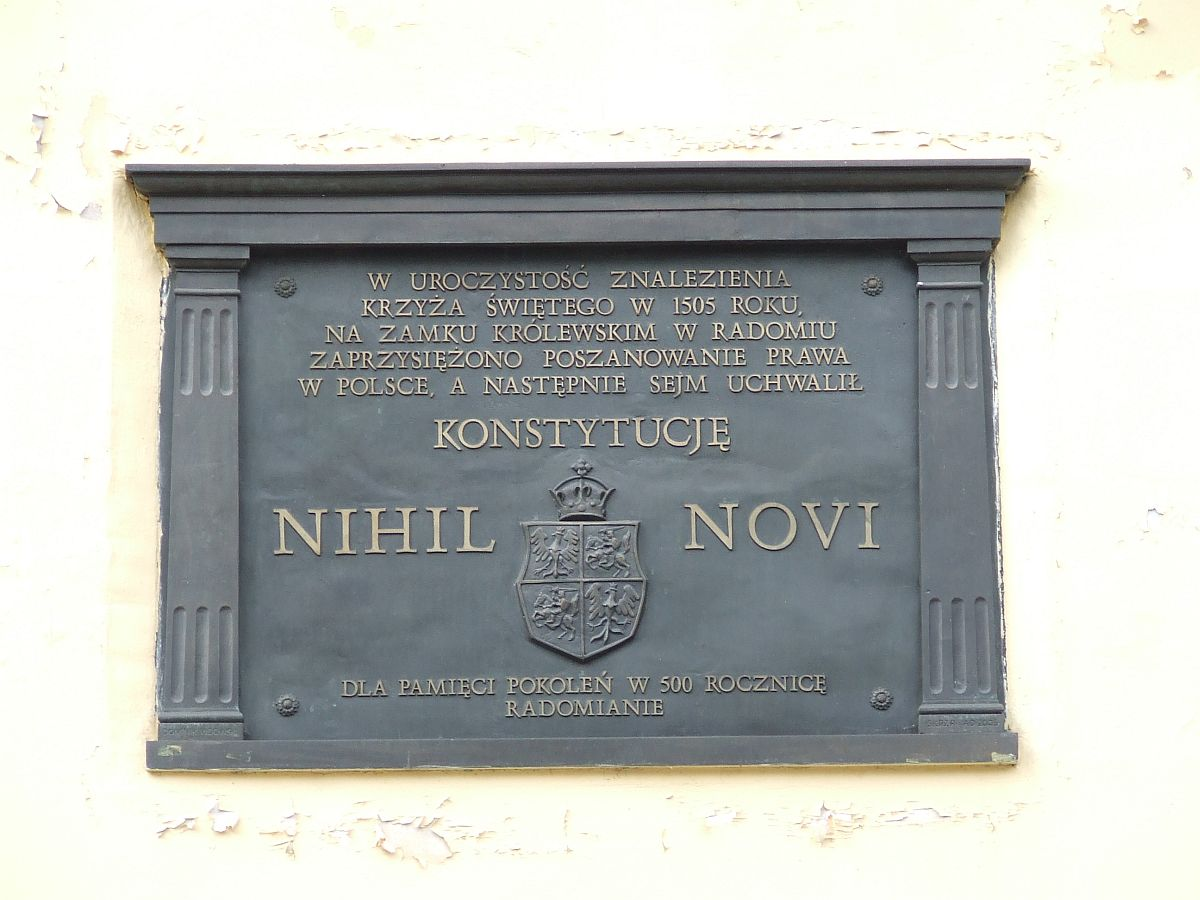
Pamětní deska na hradě v Radomu

Nihil novi, plným názvem Nihil novi nisi commune consensu (v překladu: Nic nového bez všeobecného souhlasu) byl latinský název zákona, který roku 1505 přijal polský Sejm na svém zasedání v Radomu. Zákon je někdy považován za první polskou ústavu nebo její základ. Zákon mimořádným způsobem posiloval moc polské šlechty a de facto zaváděl „šlechtickou demokracii“ (šlechta tvořila asi deset procent polské populace). Zakazoval polskému králi vydávat zákony bez souhlasu šlechty, zastoupené Sejmem, s výjimkou zákonů o královských městech, korunních zemích, dolech, lénu, královských sedlácích a Židech. Král Alexandr Jagellonský zákon podepsal 3. května 1505.[zdroj?]
Téhož roku šlechta dále rozšířila svou moc zrušením volebních práv většiny měst v Sejmu a zákazem rolníkům opustit své země bez povolení svých feudálních pánů, čímž se v Polsku pevně ustavilo „druhé nevolnictví“.